# Armadillidium ameglioi
Armadillidium ameglioi är en kräftdjursart som beskrevs av Arcangeli 1913. Armadillidium ameglioi ingår i släktet Armadillidium och familjen klotgråsuggor. Inga underarter finns listade i Catalogue of Life.